# Президент города
Президент города — должность в городском управлении в современных Германии, Швейцарии, Польше и других государствах и странах.
Функции президента города в различных государствах и странах различаются друг от друга, в зависимости от законодательства государства и страны.

## Польша
Городской президент в современной Польше (пол.  Prezydent miasta) — должность главы администрации крупных и средних городов, с населением, как правило, от 100 000 человек или тех, которые имели такую форму управления в Польской Народной Республике до 1990 года (50 000 человек населения или административный центр воеводства). Избирается на четырёхлетний срок путём прямых выборов. В городе на правах повята президент города занимает должность старосты; является председателем комитета по безопасности и порядку.

## Другие государства и страны
В некоторых городах современных Германии, Австрии и Швейцарии (немецкоязычной части) президент города (нем. Stadtpräsident) — председатель городского совета, в то время как мэр (чаще всего называется бургомистр (нем. Bürgermeister) или обер-бургомистр (нем. Oberbürgermeister)) — начальник управления. В некоторых городах немецкоязычной Швейцарии (например Цюрих) — глава осуществляющего исполнительную власть совета города (нем. Stadtrat).